# Cardiff Queen Street
Cardiff Queen Street – stacja kolejowa w Cardiff, w Walii, w Wielkiej Brytanii. Jest drugą najbardziej ruchliwą stacją kolejową w Cardiff. Jest to jedna z 20 stacji w mieście i jedna z dwóch w centrum miasta.
Jest to główny węzeł sieci Valleys & Cardiff Local Routes - system kolei obsługujących Cardiff, Vale of Glamorgan, Bridgend i South Wales Valleys - i samotnych połączeń do Cardiff Bay. Stacja znajduje się na wschodnim krańcu centrum miasta, niedaleko Capitol Centre, prowadzi tędy duży ruch podmiejski w godzinach szczytu.
Stacja składa się z dwóch wykorzystywanych peronów i 3 torów. Tor 1 jest używany do obsługi Aberdare, Merthyr Tydfil, Treherbert, Rhymney i Bargoed jak Coryton na wschodzie Cardiff. Tor 2 wykorzystuje się do obsługi w kierunku Cardiff Central i poza nim w kierunku Penarth, Radyr przez City Line, Barry Island i Bridgend przez Rhoose Cardiff International Airport. Tor 3 jest teraz używany wyłącznie do obsługi Cardiff Bay i zazwyczaj obsługiwane przez Arriva Trains Wales's pojedynczym British Rail Class 121. Czwarty Tor, obecnie nie jest używany.